# Deutsche Cadre-47/2-Meisterschaft 1973/74

Veranstaltungsort: Essen

Die Deutsche Cadre-47/2-Meisterschaft 1973/74 ist eine Billard-Turnierserie und fand vom 26. bis zum 27. Januar 1974 in Essen zum 46. Mal statt.

## Geschichte
Klaus Hose vom BC Bochum-Dahlhausen gewann in Essen seinen ersten Deutschen Meistertitel im Cadre 47/2. Bereits nach vier Durchgängen stand sein Titelgewinn nach der Niederlage von Günter Siebert gegen Wolfgang Matz so gut wie fest. Im letzten Match gegen Lokalmatador Siebert konnte er sich sogar eine 307:400-Niederlage in 12 Aufnahmen leisten. Dabei stellte er im Match gegen Peter Sporer mit 200,00 einen neuen Turnierrekord im besten Einzeldurchschnitt (BED) auf. Zum ersten Mal gewann der Düsseldorfer Dieter Wirtz mit dem dritten Platz eine Medaille im Cadre 47/2.

## Turniermodus
Das ganze Turnier wurde im Round-Robin-System bis 400 Punkte mit Nachstoß gespielt. Bei MP-Gleichstand wurde in folgender Reihenfolge gewertet:
1. MP = Matchpunkte
2. GD = Generaldurchschnitt
3. HS = Höchstserie

## Abschlusstabelle
| MP    | Match Points (Sieger = 2; Unentschieden = 1; Verlierer = 0) |
| Pkte. | Erzielte Karambolagen                                       |
| Aufn. | Benötigte Versuche                                          |
| GD    | Generaldurchschnitt                                         |
| BED   | Bester Einzeldurchschnitt eines Spielers                    |
| HS    | Höchstserie                                                 |
|       | Bester GD des Turniers                                      |
|       | Bester ED des Turniers                                      |
|       | Beste HS des Turniers                                       |
|       | 1. Platz (Gold)                                             |
|       | 2. Platz (Silber)                                           |
|       | 3. Platz (Bronze)                                           |

| Klassement                 | Klassement                               | Klassement | Klassement | Klassement | Klassement | Klassement | Klassement |
| Platz                      | Name                                     | MP         | Pkte.      | Aufn.      | GD         | BED        | HS         |
| -------------------------- | ---------------------------------------- | ---------- | ---------- | ---------- | ---------- | ---------- | ---------- |
| 1                          | Klaus Hose (Bochum)                      | 8:2        | 1907       | 36         | 52,97      | 200,00     | 303        |
| 2                          | Günter Siebert (Essen)                   | 8:2        | 1882       | 42         | 44,80      | 80,00      | 285        |
| 3                          | Dieter Wirtz (Düsseldorf)                | 4:6        | 1361       | 48         | 28,35      | 28,57      | 139        |
| 4                          | Wolfgang Matz (Düsseldorf)               | 4:6        | 1531       | 62         | 24,69      | 36,36      | 126        |
| 5                          | Matthias Metzemacher (Bergisch Gladbach) | 4:6        | 1098       | 74         | 14,83      | 23,52      | 121        |
| 6                          | Peter Sporer (München)                   | 2:8        | 1255       | 58         | 21,63      | 50,00      | 155        |
| Turnierdurchschnitt: 28,23 |                                          |            |            |            |            |            |            |